# Байгут, Мархабат
Мархабат Байгут (каз. Мархабат Байғұтұлы Байғұт; 25 мая 1945; Тюлькубасский район, Южно-Казахстанская область КазССР, СССР — 26 ноября 2022) — казахстанский писатель, журналист и общественный деятель. Заслуженный деятель Казахстана (2004). Лауреат Международной литературной премии «Алаш» (1996) и Международной премии «За заслуги в тюркском мире» (2016).

## Биография
Родился 25 мая 1945 года в ауле Пстели Тюлькубасского района Южно-Казахстанской области. Казах. Отец — Татеев Байгут, мать — Татеева Асем. Происходит из рода жаныс племени дулат
В 1972 году окончил филологический факультет Казахского государственного университета, преподаватель казахского языка и литературы.
С 1968 года — корректор, переводчик, заведующий отделом Тюлькубасской районной газеты «Маяк — Шамшырақ»;
С 1974 года — переводчик, литературный сотрудник, заведующий отделом Чимкентской областной газеты «Оңтүстік Қазақстан»;
С 1984 года — инструктор отдела агитации и пропаганды Чимкентского обкома Компартии Казахстана;
С 1985 года — ответственный секретарь, председатель Чимкентского межобластного отделения Союза писателей Казахстана;
С 1992 года — заведующий отделом внутренней политики аппарата акима ЮКО;
С 1993 года — начальник Управления по языкам ЮКО;
С 1998 года — заместитель начальника, начальник Управления информации и общественного согласия ЮКО;
С 2004 года — начальник Управления информации Министерства информации РК;
С января 2005 года — начальник Управления по развитию языков ЮКО;
С 2008 года — специальный корреспондент по Южному региону (Жамбылская, Кызылординская, Южно-Казахстанская области) АО "Республиканская газета «Егемен Қазақстан» — главный редактор альманаха «Қазығұрт».

## Творчество
Автор повестей и рассказов «Шілде» (1978), «Сырбұлақ» (1980), «Интернаттың баласы» (1985), «Нәуірзек» (1988), «Қорғансыз жүрек» (1993), «Дауыстың түсі» (1993), «Машаттағы махабатт» (1995), «Ақпандағы мысықтар» (2000), «Аңсар» (2001), «Алмағайып» (2001), «Қозапая» (2003), «Ауыл әңгімелері» (2004), а также свыше 500 статей и публикаций.
Владел казахским, русским и немецким (со словарем) языками.
Член Союза писателей КазССР (1985), член правления Союза писателей Казахстана (с 1991).

## Награды и звания
- 1996 (9 декабря) — Указом президента РК награждён орденом «Курмет»;[5]
- 1996 — Международная литературная премия «Алаш» Союза писателей Казахстана;
- 2001 — Медаль «10 лет независимости Республики Казахстан»;
- 2004 — звания «Қазақстанның еңбек сіңірген қайраткері» (Заслуженный деятель Казахстана);
- 2007 — звания «Почётный гражданин Южно-Казахстанской области»;
- 2009 — звания «Почётный журналист Казахстана»;
- 2010 — Государственная стипендия Президента РК в области культуры и искусства;[6]
- 2014 — Указом президента РК награждён орденом «Парасат»;[7]
- 2015 — Медаль «Ветеран труда Казахстана»;
- 2016 — Международная премия «За заслуги в тюркском мире» (Анкара);
- 2017 — Медаль «За вклад в развитие региона»;[8]
- 2021 (2 декабря) — Указом президента РК награждён орденом «Барыс» 3 степени;[9]